# Sillus dubius
Sillus dubius là một loài nhện trong họ Anyphaenidae.
Loài này thuộc chi Sillus. Sillus dubius được Arthur Merton Chickering miêu tả năm 1937.